# Campeonato Promocional de Básquet 2018
El Campeonato Promocional de Básquetbol 2018 fue un certamen organizado por la CABB para determinar la clasificación de dos selecciones, a la actual edición del Campeonato Argentino de Básquet.

## Modo de disputa
Los equipos se dividieron mediante sorteo en dos zonas, norte y sur, de tres equipos cada uno, en la cual se enfrentarán todos contra todos a modo de triangular. El mejor de cada zona conseguirá un ascenso al campeonato argentino de mayores, en caso de existir igualdad, en virtud de lo que establece la normativa FIBA, el criterio a tener en cuenta para el desempate es la diferencia de gol obtenida por cada equipo en los dos partidos disputados.
- Zona Norte: del 23 al 24 de junio en el Estadio "Alejo Gronda" Resistencia, Chaco.[1]
- Zona Sur: del 23 al 24 de junio en el Estadio "Ángel Larrea" General Pico, La Pampa.[2]

## Equipos participantes
Respecto de los seleccionados ascendidos en la edición pasada, estos fueron reemplazados por los descendidos en la edición de 2017 del campeonato argentino de mayores, La Rioja y Santiago del Estero. A 5 días de disputarse el torneo, los seleccionados de la provincia de La Rioja y Tierra del Fuego, decidieron bajarse del certamen.
| Zona Norte          | Zona Sur         |
| ------------------- | ---------------- |
| Chaco               | La Pampa         |
| La Rioja            | San Juan         |
| Santiago del Estero | Tierra del Fuego |

## Enfrentamientos

### Zona Norte
| Equipo              | Pts                  | PJ                   | PG                   | PP                   | PF                   | PC                   | Dif                  |
| ------------------- | -------------------- | -------------------- | -------------------- | -------------------- | -------------------- | -------------------- | -------------------- |
| Chaco               | 4                    | 2                    | 2                    | 0                    | 160                  | 133                  | 27                   |
| Santiago del Estero | 0                    | 2                    | 0                    | 2                    | 133                  | 160                  | -27                  |
| La Rioja            | no disputó el torneo | no disputó el torneo | no disputó el torneo | no disputó el torneo | no disputó el torneo | no disputó el torneo | no disputó el torneo |

|  |                                  |
|  | Asciende al Campeonato Argentino |
|  | Finalizan su participación.      |

| 23 de junio, 20:00 | Chaco                                 | 87–69   | Santiago del Estero | Resistencia                      |  |
|                    | Parciales: 19-30, 24-11, 28-19, 16-09 |         |                     |                                  |  |
|                    |                                       | Reporte |                     | Pabellón: Estadio "Alejo Gronda" |  |

| 24 de junio, 20:00 | Santiago del Estero                   | 64–73   | Chaco | Resistencia                      |  |
|                    | Parciales: 18-23, 16-10, 15-23, 16-16 |         |       |                                  |  |
|                    |                                       | Reporte |       | Pabellón: Estadio "Alejo Gronda" |  |

### Zona Sur
| Equipo           | Pts                  | PJ                   | PG                   | PP                   | PF                   | PC                   | Dif                  |
| ---------------- | -------------------- | -------------------- | -------------------- | -------------------- | -------------------- | -------------------- | -------------------- |
| La Pampa         | 4                    | 2                    | 2                    | 0                    | 135                  | 115                  | 20                   |
| San Juan         | 0                    | 2                    | 0                    | 2                    | 115                  | 135                  | -20                  |
| Tierra del Fuego | no disputó el torneo | no disputó el torneo | no disputó el torneo | no disputó el torneo | no disputó el torneo | no disputó el torneo | no disputó el torneo |

|  |                                  |
|  | Asciende al Campeonato Argentino |
|  | Finalizan su participación.      |

| 23 de junio, 20:00 | La Pampa                              | 65–50   | San Juan | General Pico                     |  |
|                    | Parciales: 09-10, 19-13, 17-13, 20-14 |         |          |                                  |  |
|                    |                                       | Reporte |          | Pabellón: Estadio "Ángel Larrea" |  |

| 24 de junio, 20:00 | San Juan                              | 65–70   | La Pampa | General Pico                     |  |
|                    | Parciales: 09-20, 20-07, 14-28, 22-15 |         |          |                                  |  |
|                    |                                       | Reporte |          | Pabellón: Estadio "Ángel Larrea" |  |

## Clasificación
| Provincia del Chaco Ascenso Norte | Provincia de La Pampa Ascenso Sur |